# Jiří Cetkovský
Jiří Cetkovský (* 4. listopadu 1983 Prostějov) je český lední hokejista, který hrával na pozici útočníka.

## Život
S ledním hokejem sice začínal v HC Prostějov, nicméně mládežnická léta strávil v Olomouci, zpět v Prostějově a ve Zlíně. Roku 2002 jej jako 141. hráče v pořadí draftoval celek Calgary Flames a Cetkovský odešel do severní Ameriky hrát utkání Western Hockey League (WHL) v dresu Calgary Hitmen. Hned po první sezóně se ale vrátil zpět do Evropy, a to do celku prostějovských Jestřábů. Během ročníku 2004/2005 nastoupil k prvnímu utkání za Pardubice, za něž posléze (s výjimkou 28 utkání za Mladou Boleslav) odehrál všechna svá extraligová utkání. Během nich získal tři tituly pro mistra ligy, byť plnohodnotně se podílel pouze na dvou z nich, a sice v letech 2010 a 2012. V rozhovoru poskytnutém roku 2015 portálu iDNES.cz vzpomínal, že nejvíce ze své hokejové kariéry vzpomíná na titul z roku 2010, kdy v brance jeho mužstva stál Dominik Hašek. S aktivní kariérou hráče ledního hokeje skončil Cetkovský v roce 2018 a od té doby se věnuje vlastní řemeslnické firmě.
Ve čtyřech zápasech Cetkovský nastoupil i za národní reprezentační výběr a vstřelil během nich jednu branku, když 2. dubna 2008 v přípravném utkání před mistrovstvím světa zaznamenal čtvrtý gól v zápase s Běloruskem (7:2).

## Kluby podle sezón
- –2002 HC Prostějov; HC Olomouc; HC Continental Zlín
- 2002 Western Hockey League (WHL)
- 2003–2004 LHK Jestřábi Prostějov
- 2004–2008 HC Moeller Pardubice; HC VČE Hradec Králové
- 2008–2011 HC Eaton Pardubice
- 2011–2012 HC ČSOB Pojišťovna Pardubice; BK Mladá Boleslav
- 2012–2013 HC ČSOB Pojišťovna Pardubice; Královští lvi Hradec Králové
- 2013–2015 HC ČSOB Pojišťovna Pardubice
- 2015–2016 HC Dynamo Pardubice; LHK Jestřábi Prostějov; HC BAK Trutnov
- 2016–2017 Rytíři Kladno
- 2017–2018 LHK Jestřábi Prostějov